# Jacek Braciak
Jacek Braciak (ur. 12 maja 1968 w Drezdenku) – polski aktor teatralny, filmowy i dubbingowy, w latach 1990–2015 aktor Teatru Powszechnego w Warszawie; laureat pierwszej nagrody aktorskiej na 61. Kaliskich Spotkaniach Teatralnych – Festiwalu Sztuki Aktorskiej (2021) za rolę Andrzeja w dramacie Wstyd (2021) Marka Modzelewskiego w Teatrze Współczesnym w Warszawie (2021).

## Życiorys
Wychował się we wsi Rzekcin. W 1987 ukończył Technikum Mechanizacji Rolnictwa w Strzelcach Krajeńskich, a w 1991 ukończył studia w Państwowej Wyższej Szkole Teatralnej im. Aleksandra Zelwerowicza w Warszawie. W latach 1990–2015 był aktorem Teatru Powszechnego w Warszawie.
Ma dwie córki, Zofię i Marię, oraz transpłciowego syna Konrada.
Występuje w reklamie Polsat Box (wcześniej Cyfrowego Polsatu).

## Filmografia
- 2021: Moje wspaniałe życie – Witek Lisiecki
- 2019: Znajdę Cię – komendant SS Josef Kramer
- 2019: Pan T. – Zbysiu
- 2018: Córka trenera – Maciej Kornet
- 2018: Co Chcesz Robić W Życiu? (short Grupy Filmowej Darwin) – Juror
- 2018: Kler – ksiądz Leszek Lisowski
- 2017: Volta – Kazimierz Dolny
- 2016: Wołyń – Głowacki
- 2016–2018: Druga szansa – Ryszard Augustyniak, prezes stacji
- 2015: Sprawiedliwy – Pajtek
- 2013: Pod Mocnym Aniołem – Kolumb
- 2012: Drogówka – starszy posterunkowy Jerzy Trybus
- 2012: Prawo Agaty – mecenas Gładysz (odc. 3)
- 2012: Ja to mam szczęście – Jerzy Polak
- 2012: Nigdy się nie dowiesz
- 2011: Pokaż, kotku, co masz w środku – policjant
- 2011–2020, od 2025: Rodzinka.pl – Marek
- 2010–2011: Prosto w serce – Rafał Sagowski
- 2011: Róża
- 2010–2011: Ludzie Chudego – aspirant „Kaczor”
- 2010: Różyczka – funkcjonariusz MSW
- 2009: Nigdy nie mów nigdy – adwokat Marka
- 2009: Drzazgi – Zdzichu
- 2009: Londyńczycy 2 – Marian
- 2009: Trzy minuty. 21:37
- 2008–2009: BrzydUla – Wieńczysław Wycior „Pshemko”
- 2008: Trzeci oficer – Jan „Perła” Perłowski, kolega "Kruszona"
- 2008: Rozmowy nocą – ginekolog
- 2008: Czas honoru – fotograf Czajkowski
- 2007: Cztery poziomo – docent
- 2007: Dylematu 5 – Krzysiek
- 2007: Prawo miasta – Wielina
- 2007: Katyń – porucznik LWP Kling, kolega Jerzego
- 2007: Niania – Jacek, niewidomy (odc. 70)
- 2007: Twarzą w twarz – patolog Roman
- 2007: Halo Hans! – Heinrich (odc. 8)
- 2006: Jasne błękitne okna – Marek
- 2006: Fałszerze – powrót Sfory – fałszerz Kirus
- 2006: Z odzysku – Gazda
- 2006: Palimpsest
- 2006: Oficerowie – Jan Perłowski „Perła”, kolega „Kruszona”
- 2006: Hela w opałach – Piotr Pękalski (odc. 9)
- 2006: Podróż
- 2005: Co słonko widziało
- 2005: Magda M. – Łukasz Zaniewicz
- 2005: Pitbull – Romuś Makieła (odc. 4)
- 2005: Mistrz – Młody
- 2005: Kryminalni – „Valet” (odc. 24)
- 2004–2005: Oficer – Jan Perłowski „Perła”, kolega „Kruszona”
- 2004: Szaleńcy – Przyjaciel
- 2004: Trzeci – Świszczypałka
- 2003: Warszawa – złodziej
- 2003: Łucja i jej dzieci
- 2003–2004, 2007–2008: Glina – komisarz Bonifacy Jóźwiak, podwładny Gajewskiego
- 2002–2003: Kasia i Tomek – Jasio, przyjaciel Tomka
- 2003: Zostać miss 2 – Rambo, chłopak Komandorski (odc. 8)
- 2002: Edi – Jureczek
- 2001: Weiser – taksówkarz
- 2001: Niebo nad fabryką – szwagier
- 2000–2001: Klan – Alik
- 1999: Wszystkie pieniądze świata – Franek
- 1998: 13 posterunek – Witek (odc. 28)[4]
- 1998–2003: Miodowe lata – Janek
- 1997: Pokój 107 – Grzesiek
- 1996: Tajemnica Sagali – myśliwy w Biskupinie (odc. 4 i 5)
- 1993–1994: Bank nie z tej ziemi – Wojtek Szański
- 1993: Samowolka – Ogon II
- 1993: Uprowadzenie Agaty – Oskar – były narzeczony Agaty
- 1992: Kuchnia polska – student przynoszący wino (odc. 3)
- 1991: Panny i wdowy – recepcjonista w hotelu (odc. 1)

## Dubbing
- 2019: Chaos. Oryginalny Serial Audio – Bartek Biedrzycki
- 2018: Avengers: Wojna bez granic – Rocket Raccoon
- 2017: Strażnicy Galaktyki vol. 2 – Rocket Raccoon
- 2014: Strażnicy Galaktyki – Rocket Raccoon
- 2011: Cziłała z Beverly Hills 2 – Papi
- 2008: Stich! – Pleakley
- 2008: Cziłała z Beverly Hills − Papi
- 2008: Asterix na olimpiadzie – Zapchleniusz
- 2006: Artur i Minimki – Betamesz, brat Selenii
- 2006: Asterix i wikingowie – Caraf
- 2006: Dżungla – Miś Bazyl
- 2005: Lilo i Stich 2: Mały feler Sticha – agent Wendy Plikley
- 2005: Charlie i fabryka czekolady – Pan Teavee
- 2004: Scooby-Doo 2: Potwory na gigancie – Kudłaty
- 2004: Przygody Lisa Urwisa – Kot
- 2004: Mickey: Bardziej bajkowe święta − Donner
- 2004: Opowieści z Kręciołkowa
- 2004: Shrek 2 – recepcjonista
- 2004: Iniemamocni
- 2003–2006: Lilo i Stich – agent Wendy Plikley
- 2003: Kot
- 2003: Mali agenci 3D: Trójwymiarowy odjazd
- 2003: Księga dżungli 2 – Lucek
- 2002: Lilo i Stich – agent Wendy Plikley
- 2002: Pinokio – Pinokio
- 2002–2008: Kryptonim: Klan na drzewie – Numer 2 (odc. 1-68, Operacja: Z.E.R.O.)
- 2002–2005: Co nowego u Scooby’ego?
- 2002: Mali agenci 2: Wyspa marzeń – Romero
- 2001: Dr Dolittle 2 – Kameleon Pepito
- 2001: Psy i koty – jako Lou
- 2001: Original War – jako żołnierze
- 2001–2007: Mroczne przygody Billy’ego i Mandy –
  - Lektor w reklamie (odc. Trochę życia),
  - Doktor Gaylord (odc. Szatan to nie całkiem przyjaciel)
- 2001–2003: Zło w potrawce – Strażnik lasu
- 2000: The Longest Journey: Najdłuższa podróż – Roper Klaks, Warren Hughes
- 1999: Babar – król słoni
- 1998–2004: Atomówki – Ace (Gangreniak)
- 1998: Przygody Kuby Guzika – Ping Pong
- 1998: Eerie, Indiana: Inny wymiar – Mitchell
- 1997: Księżniczka Sissi – Tomek
- 1997: Myszorki na prerii – Jeremi
- 1996–1998: Mała księga dżungli – Cecil
- 1995: Hutch Miodowe Serce – Hutch
- 1995: Dragon Ball Z: Fuzja
- 1994–1998: Świat według Ludwiczka – Toddler (odc. 1-26, 33, 37)
- 1994–1996: Iron Man: Obrońca dobra
- 1994–1995: Superświnka –
  - Lance Romero,
  - Haker (odc. 19),
  - Jeden z opryszków (odc. 20),
  - Reporter (odc. 21–22)
- 1994: Opowieść wigilijna Flintstonów
- 1993–1996: Nowe przygody Kapitana Planety – Ma-ti
- 1990: Pinokio – Pinokio
- 1985–1988[a]: M.A.S.K.
- 1981[a]: Lis i Pies – Wróbel
- 1960–1966[a]: Flintstonowie –
  - Arnold, roznosiciel gazet,
  - Bam-Bam (niektóre odcinki)
- 1942[b]: Bambi – Kwiatek (dubbing z 2001 roku)

## Nagrody
- 2019: Kler – Orzeł, nagroda w kategorii: Najlepsza główna rola męska za rok 2018
- 2012: Róża – Orzeł, nagroda w kategorii: Najlepsza drugoplanowa rola męska za rok 2011
- 2003: Edi – Orzeł, nagroda w kategorii: Najlepsza drugoplanowa rola męska za rok 2002
- 2002: Edi – Festiwal Polskich Filmów Fabularnych, nagroda za drugoplanową rolę męską
- 1991: nagroda Jury za rolę Łatki we „Fredraszkach” na IX Przeglądzie Przedstawień Dyplomowych Szkół Teatralnych w Łodzi